# Miss Supranational Perú
Miss Supranational Perú  es un título de belleza femenina de Perú y una designación del concurso nacional Miss Perú para el certamen de Miss Supranacional. Perú envió una debutante en el año 2009 y desde allí (hasta 2025), el país ha participado en todas las ediciones del certamen internacional a excepción de los años 2012, 2013, 2018 y 2020, este último dado que no se realizó el certamen debido a la contingencia por Covid-19.
La actual Miss Supranational Perú 2025 es Mayra Messa.

## Historia
- Perú participó por primera vez en el Miss Supranacional en el año 2009, representada por Gisela Cava, quién se ubicó entre las 15 Finalistas.
- En el año 2010, el Perú por primera vez logra entrar al top 5 con Claudia Villafuerte, quién ocupa el puesto de 3.ª finalista.
- En el año 2017, Lesly Reyna logra pasar al Top 25.
- En el año 2019, Janick Maceta le da al Perú el segundo ingreso al Top 5 ocupando el puesto de 3.ª finalista.[2]
- En el año 2021, Solange Hermoza logra pasar al Top 24.
- En el año 2022, Almendra Castillo logra pasar al Top 12 ocupando el puesto 11 de la clasificación general. Además logra ganar el premio del Mejor Traje Nacional.[3]
- En el año 2023, Valeria Flórez logra pasar al Top 12 ocupando el puesto 6 de la clasificación general. Además por su destacado desempeño durante el certamen obtiene el reconocimiento como Miss Supranational Américas.[4]
- En el año 2024, Nathaly Terrones logra pasar al Top 24.

## Ganadoras del título

### Miss Supranational Perú
| Año  | Ganadora                             | Representación | Edad | Estatura | Lugar del evento                                              | Fecha                                                         | Participantes                                                 |
| ---- | ------------------------------------ | -------------- | ---- | -------- | ------------------------------------------------------------- | ------------------------------------------------------------- | ------------------------------------------------------------- |
| 2009 | Nancy Gisella Cava Acuña             | Áncash         | 21   | 1,78 m   | Designada, sin concurso nacional celebrado.                   | Designada, sin concurso nacional celebrado.                   | Designada, sin concurso nacional celebrado.                   |
| 2010 | Claudia Villafuerte Vairo            | Ucayali        | 21   | 1,75 m   | Designada tras quedar 2.ª finalista del Miss Perú 2010.       | Designada tras quedar 2.ª finalista del Miss Perú 2010.       | Designada tras quedar 2.ª finalista del Miss Perú 2010.       |
| 2011 | Jessica Shialer Tejada               | Ayacucho       | 22   | 1,78 m   | Designada tras quedar 1.ª finalista del Miss Perú 2009.       | Designada tras quedar 1.ª finalista del Miss Perú 2009.       | Designada tras quedar 1.ª finalista del Miss Perú 2009.       |
| 2014 | Ana María Villalobos Rojas           | La Libertad    | 22   | 1,70 m   | Designada, sin concurso nacional celebrado.                   | Designada, sin concurso nacional celebrado.                   | Designada, sin concurso nacional celebrado.                   |
| 2015 | Lorena Larriviere Sotomarino         | Lima           | 24   | 1,77 m   | Designada tras quedar 1.ª finalista del Miss Perú 2015.       | Designada tras quedar 1.ª finalista del Miss Perú 2015.       | Designada tras quedar 1.ª finalista del Miss Perú 2015.       |
| 2016 | Silvana Vásquez Monier               | Lima           | 25   | 1,74 m   | Designada tras quedar 1.ª finalista del Miss Perú Mundo 2016. | Designada tras quedar 1.ª finalista del Miss Perú Mundo 2016. | Designada tras quedar 1.ª finalista del Miss Perú Mundo 2016. |
| 2017 | Lesly Reyna Salazar                  | Lima           | 23   | 1,76 m   | Designada tras quedar 2.ª finalista del Miss Perú Mundo 2017. | Designada tras quedar 2.ª finalista del Miss Perú Mundo 2017. | Designada tras quedar 2.ª finalista del Miss Perú Mundo 2017. |
| 2018 | Yohana Alegría Hidalgo Zeta          | Piura          | 25   | 1,79 m   | Designada tras quedar 2.ª finalista del Miss Perú Mundo 2018. | Designada tras quedar 2.ª finalista del Miss Perú Mundo 2018. | Designada tras quedar 2.ª finalista del Miss Perú Mundo 2018. |
| 2019 | Janick Alejandra Maceta del Castillo | Perú USA       | 25   | 1,77 m   | Designada tras quedar 1.ª finalista del Miss Perú 2019.       | Designada tras quedar 1.ª finalista del Miss Perú 2019.       | Designada tras quedar 1.ª finalista del Miss Perú 2019.       |
| 2021 | Solange Hermoza Rivera               | La Libertad    | 26   | 1,79 m   | Designada tras quedar 2.ª finalista del Miss Perú 2020.       | Designada tras quedar 2.ª finalista del Miss Perú 2020.       | Designada tras quedar 2.ª finalista del Miss Perú 2020.       |
| 2022 | Almendra Castillo O'Brien            | Callao         | 27   | 1,68 m   | Designada, sin concurso nacional celebrado.                   | Designada, sin concurso nacional celebrado.                   | Designada, sin concurso nacional celebrado.                   |
| 2023 | Valeria Lucia Flórez Calderón        | Lima           | 26   | 1,70 m   | Designada tras quedar 2.ª finalista del Miss Perú 2022.       | Designada tras quedar 2.ª finalista del Miss Perú 2022.       | Designada tras quedar 2.ª finalista del Miss Perú 2022.       |
| 2024 | Nathaly Andrea Terrones Sierra       | Lima           | 28   | 1,70 m   | BTH Hotel, Lima                                               | 2 de abril de 2024                                            | 20                                                            |
| 2025 | Mayra Messa Gálvez                   | Lima           | 29   | 1,76 m   | Estudio Triax Televisión Digital, Lima                        | 16 de febrero de 2025                                         | 22                                                            |

### Regiones, Ciudades y Departamentos ganadores del Miss Supranational Perú
| Provincia o Ciudad | Títulos | Años ganados                       |
| ------------------ | ------- | ---------------------------------- |
| Lima               | 6       | 2015, 2016, 2017, 2023, 2024, 2025 |
| La Libertad        | 2       | 2014, 2021                         |
| Callao             | 1       | 2022                               |
| Perú USA           | 1       | 2019                               |
| Piura              | 1       | 2018                               |
| Ayacucho           | 1       | 2011                               |
| Ucayali            | 1       | 2010                               |
| Áncash             | 1       | 2009                               |

## Representaciones internacionales por año

### Miss Supranational
- : Ganadora
- : Finalista
- : Semifinalista
- : Cuartofinalista

| Sede/Año                                                      | Miss Supranational Perú                                          | Representación                                                   | Posición                                                         | Premios Especiales                                               |
| ------------------------------------------------------------- | ---------------------------------------------------------------- | ---------------------------------------------------------------- | ---------------------------------------------------------------- | ---------------------------------------------------------------- |
| 2009                                                          | Nancy Gisella Cava Acuña                                         | Áncash                                                           | Top 15                                                           |                                                                  |
| 2010                                                          | Claudia Villafuerte Vairo                                        | Ucayali                                                          | 3.ª finalista                                                    |                                                                  |
| 2011                                                          | Jessica Shialer Tejada                                           | Ayacucho                                                         |                                                                  |                                                                  |
| Perú no participo del certamen entre los años de 2012 y 2013. |                                                                  |                                                                  |                                                                  |                                                                  |
| 2014                                                          | Ana María Villalobos Rojas                                       | La Libertad                                                      |                                                                  |                                                                  |
| 2015                                                          | Lorena Larriviere Sotomarino                                     | Lima                                                             |                                                                  |                                                                  |
| 2016                                                          | Silvana Vásquez Monier                                           | Lima                                                             |                                                                  |                                                                  |
| 2017                                                          | Lesly Reyna Salazar                                              | Lima                                                             | Top 25                                                           |                                                                  |
| 2018                                                          | Yohana Alegría Hidalgo Zeta                                      | Piura                                                            | Perú se retiro de la competencia.                                | Perú se retiro de la competencia.                                |
| 2019                                                          | Janick Alexandra Maceta del Castillo                             | Perú USA                                                         | 3.ª finalista                                                    |                                                                  |
| 2020                                                          | No se realizó el certamen debido a la contingencia por Covid-19. | No se realizó el certamen debido a la contingencia por Covid-19. | No se realizó el certamen debido a la contingencia por Covid-19. | No se realizó el certamen debido a la contingencia por Covid-19. |
| 2021                                                          | Solange Hermoza Rivera                                           | La Libertad                                                      | Top 24                                                           |                                                                  |
| 2022                                                          | Almendra Castillo O'Brien                                        | Callao                                                           | Top 12                                                           | Mejor Traje Nacional                                             |
| 2023                                                          | Valeria Lucia Flórez Calderón                                    | Lima                                                             | Top 12                                                           | Miss Supranational Américas                                      |
| 2024                                                          | Nathaly Andrea Terrones Sierra                                   | Lima                                                             | Top 25                                                           |                                                                  |
| 2025                                                          | Mayra Messa Gálvez                                               | Lima                                                             |                                                                  |                                                                  |

### Clasificaciones en Miss Supranational
| Posición  | # | Años             |
| --------- | - | ---------------- |
| Top 5     | 2 | 2010, 2019       |
| Top 12/15 | 3 | 2009, 2022, 2023 |
| Top 24/25 | 3 | 2017, 2021, 2024 |